# دبليو. إس. دي بييرو
دبليو. إس. دي بييرو (بالإنجليزية: W. S. Di Piero)‏ هو مترجم أمريكي، ولد في 3 ديسمبر 1945 في South Philadelphia ‏ في الولايات المتحدة.